# O2 Shepherd's Bush Empire
O2 Shepherd's Bush Empire är en konsertscen i Shepherd's Bush i London som drivs av Academy Music Group. Scenen invigdes som en varieté 1903 och blev 1953 BBC Television Theatre. Sedan 1991 fungerar den som en konsertscen.